# Hieracium lugdunense
Hieracium lugdunense là một loài thực vật có hoa trong họ Cúc. Loài này được (Rouy) Üksip ex Schljakov mô tả khoa học đầu tiên năm 1989.